# 체커 그림자 착시
동색착시(same color illusion) 또는 체커 그림자 착시(checker shadow illusion)는 착시 현상중 하나로서 1995년 MIT의 시과학(Vision Science) 교수인 Edward H. Adelson에 의해 소개된 것이다. 아래 그림에서 사각형 A와 B는 동일한 색이지만 다르게 보인다.
|  |  |

동일한 색을 가진  두 사각형을 연결함으로써 체커 그림자 착시가 방해받고있다.

## 같이 보기
- 색채항등성